# 클라우스 메켈레
클라우스 메켈레(핀란드어: Klaus Mäkelä [ˈklɑu̯s ˈmækelæ], 1996년 1월 17일 ~ )는 핀란드의 지휘자이자 첼리스트이다. 그는 현재 오슬로 필하모니 관현악단의 상임지휘자, 파리 관현악단의 음악감독, 콘세르트헤바우 관현악단의 예술 파트너이자 상임지휘자 지명자이다.

## 생애
메켈레는 헬싱키에서 음악가 집안에서 태어나 어린 시절부터 엘리트 음악교육을 받았다. 첼리스트 사미 메켈레와 피아니스트 타루 미요하넨 메켈레 사이에 태어났으며, 그의 외할아버지 타피오 미요하넨은 바이올리니스트이자 비올리스트로 활동했다. 또한 여동생 엘렌 메켈레는 카탈루냐 발레단 무용수이다.
처음에는 첼로로 음악을 시작했으나 12세 때 핀란드 국립 오페라 합창단에서 노래를 부르며 지휘에 관심을 갖게 되었다. 시벨리우스 아카데미에서 요르마 파눌라(Jorma Panula)에게 지휘를 사사하고, Lahti Symphony Orchestra, Kuopio Symphony Orchestra, Jyväskylä Sinfonia 등 핀란드에서 연주자로 활동해 왔다.
2017년 9월, 메켈레는 스웨덴 라디오 교향악단에서 지휘자로 데뷔했다. 뜨거운 반응에 힘입어 2017년 12월 오케스트라는 3년간 메켈레를 차기 수석 객원 지휘자로 임명하였고, 이는 최연소 기록 행진의 시작이었다.
오슬로 필하모닉은 메켈레와 첫만남 후 6개월만에 이 젊은 거장을 상임 지휘자에 앉히며 새 시대의 시작을 알렸고, 2019년 1월 연주한 베토벤 교향곡 9번은 유튜브에서 600만뷰를 넘어서는 신드롬을 일으켰다. 이에 오슬로는 장기 연장계약으로 화답했다.
2019년 6월, 이번엔 파리 오케스트라 차례였다. 수많은 제의가 빗발쳤고 2020년 6월 파리 오케스트라는 메켈레를 2022-2023년부터 5년 계약으로 묶어두며 차기 음악 감독으로 임명했다. 처음에는 2년 동안 음악 고문(Musical advisor)을 제안했으나 행여 놓칠까 원래 계획보다 1년 빠른 2021년 9월에 모셔가기 바빴다.
2020년 9월, 메켈레는 마리스 얀손스의 뒤를 이어 세계 최고의 콘세르트헤바우 관현악단과 연주했다. 몇 번의 추가 객원 출연에 이윽고 2022년 6월, 메켈레를 2027년까지 예술 파트너로 임명했다. 또 메켈레의 다른 계약이 종료될 때까지 상임지휘자 자리를 비워두고 기다린다고 발표했다(27년부터 5년 계약).
메켈레는 데카 레코드와 독점 녹음 계약을 맺었다. 여태껏 세상에 수많은 지휘자 중 단 두 명에게만 허락된 자리였다. 2022년 오슬로 필하모닉 오케스트라와 함께한 시벨리우스 교향곡 전곡을 시작으로, 현재 2023년과 2024년에 파리 관현악단의 녹음까지 총 세 장을 발표했다.
| 전임 바실리 페트렌코 2013-2020 | 오슬로 필하모니 관현악단 음악감독 2020- |  |

| 전임 대니얼 하딩 2016-2021 | 파리 관현악단 음악감독 2021- |  |

| 전임 다니엘레 가티 2016-2018 | 콘세르트헤바우 관현악단 상임지휘자 2027- |  |

## 음반
- 시벨리우스 : 교향곡 전곡(교향곡 1-7); 타피올라; 3개의 후기 단편, 오슬로 필하모닉 (2022, Decca Classics )[15]
- 스트라빈스키 : 봄의 제전 & 불새, 파리 관현악단(2023, Decca Classics)[16]
- 스트라빈스키: 페트루슈카; 드뷔시 : Jeux, Prélude à l'après-midi d'un faune, ]파리 관현악단(2024, Decca Classics)[17]